# Campeonato Europeo de Esgrima de 2008
El XXI Campeonato Europeo de Esgrima se realizó en Kiev (Ucrania) entre el 5 y el 10 de julio de 2008 bajo la organización de la Confederación Europea de Esgrima (CEE) y la Federación Ucraniana de Esgrima.
Las competiciones se realizaron en las instalaciones del Palacio de Deportes de la capital ucraniana.

## Medallistas

### Masculino
| Evento                      | Oro                                                                                | Plata                                                                       | Bronce                                                                                   |
| --------------------------- | ---------------------------------------------------------------------------------- | --------------------------------------------------------------------------- | ---------------------------------------------------------------------------------------- |
| Florete individual (06.07)  | Andrea Cassarà · Italia                                                            | Laurence Halsted Reino Unido                                                | Andri Pohrebniak · Ucrania · Roland Schlosser · Austria                                  |
| Florete por equipos (09.07) | Tomasz Ciepły · Radosław Glonek · Michał Majewski · Sławomir Mocek · Polonia       | Alexei Cheremisinov · Igor Gridnev · Alexei Jovanski · Artiom Sedov · Rusia | Jérôme Jault Térence Joubert Grégory Koenig Marcel Marcilloux Francia                    |
| Espada individual (07.07)   | Géza Imre · Hungría                                                                | Martin Schmitt · Alemania                                                   | Michael Kauter · Suiza · Jean-Michel Lucenay · Francia                                   |
| Espada por equipos (10.07)  | Jérôme Jeannet Fabrice Jeannet Ulrich Robeiri Jean-Michel Lucenay Francia          | Gábor Boczkó · Géza Imre · Iván Kovács · Krisztián Kulcsár · Hungría        | Matteo Tagliariol · Diego Confalonieri · Alfredo Rota · Stefano Carozzo · Italia         |
| Sable individual (05.07)    | Aliaxandr Buikevich · Bielorrusia                                                  | Alexei Yakimenko · Rusia                                                    | Mihai Covaliu · Rumania · Nicolas Limbach · Alemania                                     |
| Sable por equipos (08.07)   | Alexei Frosin · Nikolai Kovaliov · Stanislav Pozdniakov · Alexei Yakimenko · Rusia | Vincent Anstett Boladé Apithy Julien Pillet Boris Sanson Francia            | Aliaxandr Buikevich · Dmitri Lapkes · Valeri Pryiomka · Aliaxei Romanovich · Bielorrusia |

1. ↑  La medalla de oro fue ganada por el equipo de Italia (conformado por Andrea Baldini, Stefano Barrera, Andrea Cassarà y Salvatore Sanzo), que posteriormente fue descalificado por dopaje de Andrea Baldini.[1][2]

### Femenino
| Evento                      | Oro                                                                                      | Plata                                                                              | Bronce                                                                                            |
| --------------------------- | ---------------------------------------------------------------------------------------- | ---------------------------------------------------------------------------------- | ------------------------------------------------------------------------------------------------- |
| Florete individual (05.07)  | Adeline Wuillème Francia                                                                 | Margherita Granbassi · Italia                                                      | Carolin Golubytskyi · Alemania · Małgorzata Wojtkowiak · Polonia                                  |
| Florete por equipos (08.07) | Svetlana Boiko · Aida Shanayeva · Olga Lobyntseva · Viktoriya Nikishina · Rusia          | Edina Knapek · Aida Mohamed · Virginie Újlaki · Gabriella Varga · Hungría          | Astrid Guyart Corinne Maîtrejean Mélanie Moumas Adeline Wuillème Francia                          |
| Espada individual (06.07)   | Adrienn Hormay · Hungría                                                                 | Ana Maria Brânză · Rumania                                                         | Bianca Del Carretto · Italia · Anna Sivkova · Rusia                                               |
| Espada por equipos (09.07)  | Simona Alexandru · Ana Maria Brânză · Loredana Iordăchioiu · Iuliana Măceșeanu · Rumania | Imke Duplitzer · Britta Heidemann · Marijana Marković · Monika Sozanska · Alemania | Francesca Boscarelli · Cristiana Cascioli · Bianca Del Carretto · Francesca Quondamcarlo · Italia |
| Sable individual (07.07)    | Sofia Velikaya · Rusia                                                                   | Ilaria Bianco · Italia                                                             | Réka Benkó · Hungría · Yekaterina Fedorkina · Rusia                                               |
| Sable por equipos (10.07)   | Bogna Jóźwiak · Matylda Ostojska · Aleksandra Socha · Irena Więckowska · Polonia         | Olha Jarlan · Olena Jomrova · Nina Kozlova · Halyna Pundyk · Ucrania               | Anne-Lise Touya Cécilia Berder Carole Vergne Solène Mary Francia                                  |

## Medallero
| Núm. | País        | Oro | Plata | Bronce | Total |
| ---- | ----------- | --- | ----- | ------ | ----- |
| 1    | Rusia       | 3   | 2     | 2      | 7     |
| 2    | Hungría     | 2   | 2     | 1      | 5     |
| 3    | Francia     | 2   | 1     | 4      | 7     |
| 4    | Polonia     | 2   | 0     | 1      | 3     |
| 5    | Italia      | 1   | 2     | 3      | 6     |
| 6    | Rumania     | 1   | 1     | 1      | 3     |
| 7    | Bielorrusia | 1   | 0     | 1      | 2     |
| 8    | Alemania    | 0   | 2     | 2      | 4     |
| 9    | Ucrania     | 0   | 1     | 1      | 2     |
| 10   | Reino Unido | 0   | 1     | 0      | 1     |
| 11   | Austria     | 0   | 0     | 1      | 1     |
| 11   | Suiza       | 0   | 0     | 1      | 1     |
|      | TOTAL       | 12  | 12    | 18     | 42    |